# 광명 이원익 친필유묵
광명 이원익 친필유묵(光明 李元翼 親筆遺墨)은 대한민국 경기도 광명시 소하2동에 있는 조선시대 이원익 친필유묵이다. 2010년 3월 23일 경기도의 유형문화재 제235호로 지정되었다.

## 개요
조선중기 대표적인 정치가 이원익의 친필이라는 점에서 가치 인정된다.

## 참고 자료
- 광명 이원익 친필유묵 - 국가유산청 국가유산포털